# Реактив Драгендорфа
Реакти́в Драгендо́рфа — реактив, применяемый в аналитической и токсикологической химии для предварительного качественного обнаружения аминосодержащих органических веществ — алкалоидов и других азотистых оснований.

## Состав и виды реактива
Классический реактив Драгендорфа представляет собой раствор тетраиодвисмутата калия в азотной кислоте. Для его приготовления основный нитрат висмута(III) растворяют в азотной кислоте, затем прибавляют раствор иодида калия и после отстаивания в течение нескольких дней фильтруют и разбавляют водой.
В течение этого времени в растворе происходит реакция с образованием иодида висмута(III):
{\displaystyle {\ce {3KI + Bi(NO3)3 -> BiI3v + 3KNO3}}}
Образующийся осадок взаимодействует с избытком раствора иодида калия, образуя комплексный анион тетраиодвисмутата:
{\displaystyle {\ce {I- + BiI3 <=> [BiI4]-}}}
Готовый реактив имеет тёмно-жёлтый цвет.
Реактив Драгендорфа в модификации Мунье готовится на основе уксусной кислоты. Для этого основный нитрат висмута растворяют в ледяной уксусной кислоте, затем разводят водой и прибавляют раствор йодида калия. Перед применением концентрированный раствор разбавляют уксусной кислотой и водой.

## Применение
Реактив Драгендорфа применяется для предварительного обнаружения алкалоидов и других азотистых оснований. Они дают аморфные или кристаллические осадки с этим реактивом, однако эти реакции не являются специфичными для алкалоидов, поэтому такие пробы носят отрицательный характер. Некоторые соединения (никотин, анабазин, кониин и другие) дают с реактивом Драгендорфа кристаллические осадки с кристаллами характерной формы, видимой под микроскопом, что позволяет использовать эту реакцию для их качественного обнаружения.
Применение реактива Драгендорфа в качественном анализе аминов основано на образовании ионных пар, имеющих цвет, отличный от цвета исходного раствора реактива (чаще всего цвет меняется на оранжевый, более тёмный чем жёлтый цвет исходного раствора):
{\displaystyle {\ce {R3N + H+ <=> R3NH+}}}
{\displaystyle {\ce {R3NH^{+}{+}[BiI4]^{-}<=>{\mathbf {[R3NH]+[BiI4]{^{-}}}}}}}
Чаще всего такое обнаружение проводят при анализе веществ методом тонкослойной хроматографии, где реактив Драгендорфа применяется в качестве проявляющего вещества.